# Kaštel Butković
Kaštel Butković je stara utvrda sagrađena u Kaštel Gomilici.
Sjeveroistoćno od kaštela benediktinki, nazvanog Opatićin kaštel (Kaštilac), sagrađen je tijekom 16.st. kaštel obitelji Butković. Ime prvog vlasnika nije poznato, kao i vrijeme izgradnje utvrde. Kaštel je sagrađen u moru, te je imao je pokretni most. Na pokretni most se nastavljao kameni most koji je bio dug 20 m.,izgrađen je na četiri svoda (luka). Prostor Opatičinog kaštela početkom 17.st. postao je pretjesan za stanovništvo Gomilice. Stanovnici Gomilice i novi doseljenici počeli su se naseljavati na kopnu nasuprot Opatičinog kaštela. Novo naselje utvrđeno je po zamisli splitskog kneza Franceska Veniera 1625.godine, tada je Butkovićev kaštel ušao u sklop utvrđenog naselja. Jedan od vlasnika Kaštela je bio Karlo Andrija Butković (1626. – 1716.), koji je kao časnik Mletačke republike istakao se u borbama za grad Drniš. Pokopan je u staroj župnoj crkvi sv.Jerolima.